# Ниваки

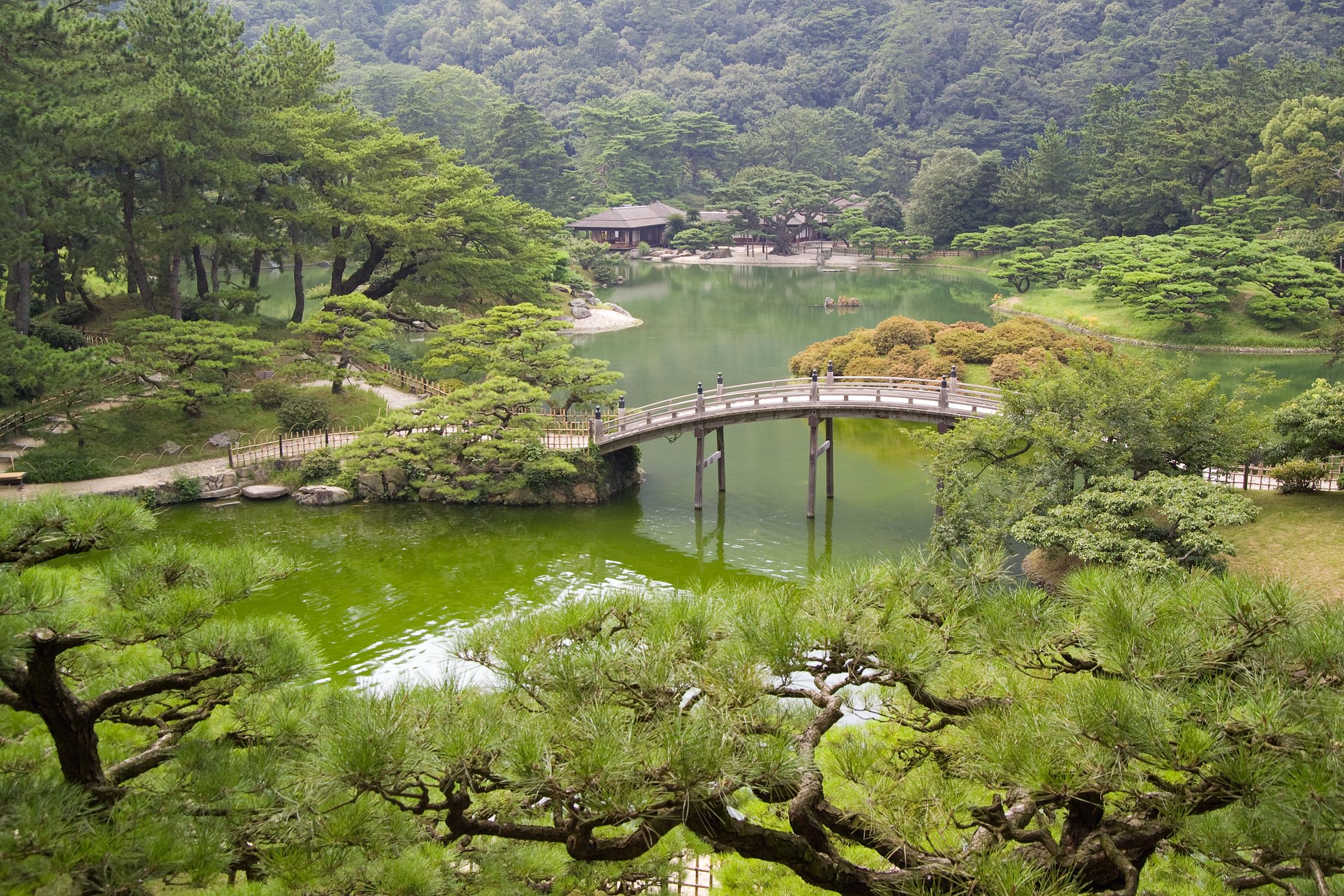
Ниваки в саду Рицурин

Ниваки (яп. 庭木; «庭» — сад + «木» — дерево=садовое дерево) — название группы видов растений, чаще всего применяемых при устройстве сада в японском стиле, а также название особой техники «подстрижки» кроны и формирования всего облика дерева в соответствии с принятыми эстетическими представлениями.
Большинство деревьев, используемых при устройстве японского сада, называются ниваки. Эти растения нужны, чтобы создать структуру сада, его основу. Обычно в садах японского стиля используется весьма небольшое число видов растений, однако техника работы с ними позволяет достичь огромного разнообразия форм и размеров. В этом отличие подходов Запада и Востока: на западе используют более широкий диапазон растений с целью создания нужной атмосферы, на востоке куда меньший, но с помощью различных техник добиваются различных форм и облика растений. Принципы ниваки могут применяться в садах различного стиля, не только японского.
Для защиты ниваки от обламывания ветвей при налипании на них мокрого снега используется специальная техника под названием юкицури. К стволу дерева прикрепляется шест от вершины которого отходят веревки, которыми подвязывают горизонтально расположенные ветви.

## Виды растений
Чаще всего применяемые виды:
- Сосна Тунберга
- Японский кедр (Cryptomeria japonica)
- Камелия сасанква
- другие виды камелий
- Японский вечнозелёный дуб (Quercus glauca, Quercus myrsinifolia)
- Гардения жасминовидная (Gardenia jasminoides)
- Благоухающий османт (Osmanthus fragrans)
- Японский клён (Acer palmatum)
- Абрикос японский (Prunus mume и другие)
- Цветущая вишня Ёсино (Prunus x yedoensis 'Yedoensis')
- Аукуба японская (Aucuba japonica)
- Пиерис японский (Pieris japonica)
- Волчеягодник душистый (Daphne odora)
- Японский энкиантус (Enkianthus perulatus)
- Азалия сацуки (Rhododendron indicum)[2].